# Kazéievo
Kazéievo (en rus: Казеево) és un poble de l'óblast de Lípetsk, a Rússia, que en el cens del 2010 tenia 43 habitants. Pertany al districte rural d'Izmàlkovo.